# 倒矛杜鹃
倒矛杜鹃（学名：Rhododendron oblancifolium）为杜鹃花科杜鹃花属下的一个种。

## 扩展阅读
維基物種上的相關：倒矛杜鹃